# Catherine Benguigui
Pour les articles homonymes, voir Benguigui.
Catherine Benguigui née le 3 juin 1964 à Lyon est une comédienne française.

## Biographie
Catherine Benguigui est la fille d'instituteurs, Colette et Élie Benguigui (1938-2019). Malgré l'homonymie qui est source d'erreurs dans des biographies publiées sur internet, elle n'a pas de liens de parenté avec la comédienne Valérie Benguigui ni avec le comédien Jean Benguigui.   
Sa première apparition à la télévision, dans l'émission Cnet sur Canal+, date de 1995. Mais c'est en 1998 qu'elle est reconnue du grand public pour son rôle de Béatrice Goldberg, médecin dans la série humoristique H diffusée sur Canal+ entre 1998 et 2002.
En 2002, elle participe à deux épisodes de la série Caméra Café sur M6 : Marylin et Madonna et La nièce d'Annie.
Elle enchaîne ensuite les seconds rôles au cinéma, notamment en 2004 dans la comédie Le Carton avec Omar et Fred. En 2005, elle fait partie de l'aventure Totale impro, émission novatrice d'improvisation en direct sur M6.
Elle a tourné un rôle mineur dans La Neuvième Porte de Roman Polanski.
En 2009, elle participe à l'émission L'habit ne fait pas Lemoine sur France 2 en tant que membre du panel. Elle joue dans la série Plus belle la vie de novembre 2009 à mars 2010. A la même période, elle incarne « Mme Perez » dans l'émission Le Bureau des Plaintes présentée par Jean-Luc Lemoine.
En 2011, elle apparaît dans la comédie à succès de Woody Allen : Minuit à Paris (Midnight in Paris).
En 2018, elle participe à la caméra cachée Le pire anniversaire de Greg Guillotin.
En novembre 2020, elle apparaît comme invitée dans la série française Demain nous appartient. Elle interprète Mona Caron, la mère du policier Georges Caron. Son personnage devient progressivement régulier.
En 2023, elle figure au casting de la comédie de Philippe Lacheau, Alibi.com 2.

## Filmographie

### Cinéma
- 1992 : Sam suffit de Virginie Thévenet : L'employée de la mairie
- 1997 : Francorusse d'Alexis Miansarow : La femme-flic
- 1998 : La voie est libre de Stéphane Clavier : Myriam
- 1999 : Merci mon chien de Philippe Galland : Élodie
- 1999 : La Neuvième Porte de Roman Polanski : La concierge
- 2001 : De l'amour de Jean-François Richelet : La promeneuse dans le parc
- 2001 :  G@mer de Patrick Levy : La légiste
- 2003 : La Beuze de François Desagnat : La productrice
- 2003 : Rien que du bonheur de Denis Parent : Lalill’ Lilyll
- 2004 : Le Carton de Charles Nemes : La gardienne
- 2008 : L'Enfance du mal d'Olivier Coussemacq : La greffière
- 2011 : Minuit à Paris (Midnight in Paris) de Woody Allen : Mary
- 2016 : Ma famille t'adore déjà ! de Jérôme Commandeur : Gisèle
- 2018 : Les Déguns de Cyrille Droux et Claude Zidi Junior : La juge
- 2023 : Alibi.com 2 de Philippe Lacheau : Dominique

### Télévision
- 1998-2000 : H : Béatrice Goldberg
- 2002 : Les Rencontres de Joelle de Patrick Poubel : Pauline
- 2002 : Caméra Café : Louise / Mireille, la nièce d'Annie (2 épisodes)
- 2007 : Un admirateur secret de Christian Bonnet : Juliette  (téléfilm)
- 2009 : L'Écornifleur de Philippe Bérenger : Adélaïde (téléfilm dans la série Contes et Nouvelles du XIXe)
- 2009-2010 : Plus belle la vie : Violette Garcin
- 2011 : Platane : Elle-même
- 2012 : La Grande peinture de Laurent Heynemann : La journaliste presse (téléfilm)
- 2013 : Lanester de Franck Mancuso : Docteur Irène Massoni (téléfilm)
- 2015 : Joséphine, ange gardien : Mlle Cathy Rousseau, l'assistante sociale (saison 16, épisode 2 : Papa est un chippendale)
- 2015 : Lanester : Memento mori de Franck Mancuso : Docteur Irène Massoni (téléfilm 2)
- 2015 : Commissaire Magellan : Madame Pondier (saison 7, épisode 4 : Grand large)
- 2020 : Trop jeune pour moi de Jérémy Minui : Muriel
- depuis 2020 : Demain nous appartient : Mona Caron (depuis saison 4, épisode 797)
- 2021 : Scènes de ménages, prime La Vie de château : La cousine de Philippe
- 2023 : À côté de ses pompes de Nathalie Lecoultre : Simone
- 2024 : Erica de Frédéric Berthe : Christine

## Émissions de télévision
- 1995-1998 : Cnet, show tv  hebdomadaire sur Canal+ (écriture et interprétation de sketchs produit par MJTV et réalisé par Phil OX et Raynald Pellicer)
- 2005 : Totale impro, émission de télévision sur M6
- 2009 : L'habit ne fait pas Lemoine, émission de variétés créée par Jean-Luc Lemoine (membre du panel)
- 2010-2011 : Le Bureau des Plaintes, Mme Perez, émission de variétés de France 2, animée par Jean-Luc Lemoine[1]

## Émissions de radio
- 2011 : « Catherine Benguigui envisage le pire », chronique quotidienne sur Europe 1 dans l'émission Après la plage présentée par Emmanuel Maubert en juillet et Wendy Bouchard en août.
- 2012 : Chroniqueuse dans l'émission Faites entrer l'invité, matinale animée par Michel Drucker sur Europe 1.